# Alma Engblom
Alma Engblom, född 18 februari 1856 i Helsingfors, död 15 maj 1926 i Åbo, var en finländsk målare. Hon ägnade sig i sin ungdom åt måleri och deltog med egna verk i olika konstutställningar. Hon var från 1877 verksam i Åbo som teckningslärare vid olika skolor, från 1886 som lärare i kalligrafi och teckning vid Svenska fruntimmersskolan i Åbo och strax därefter även vid Svenska samskolan i Åbo.

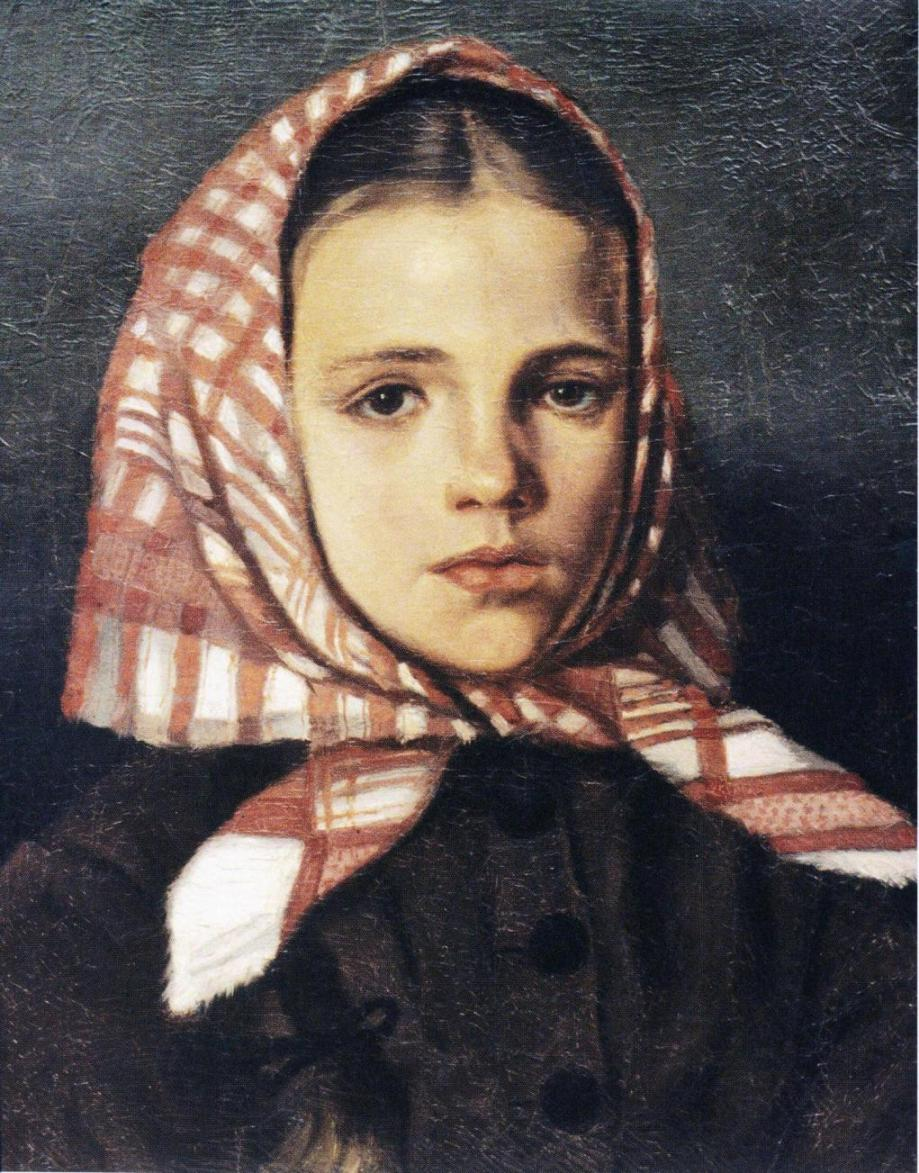
Målning av Alma Engblom